# Hans-Erik Lindqvist
Hans-Erik Johan Lindqvist, född 21 juli 1954 i Närpes, är en finländsk ämbetsman som var stadsdirektör i Närpes från 2007 till 2020.
Hans-Erik Lindqvist är son till jordbrukaren Hugo Lindqvist och Saga Böling. Lindqvist blev student 1974, avlade lantmannaexamen 1976 och forstexamen vid Helsingfors universitet 1981. Han var skogsvårdare och chef för Österbottens skogsnämnd 1991–1996, chef för Kustens skogscentral i Esbo 1996–1997 och som förman vid Mittaportti-bolaget i Kaskö 1997–1998. Efter att ha varit verksamhetsledare för Österbottens skogsvårdsföreningar 1998–1999 och myndighetschef för Kustens skogscentral i Vasa 2000–2006 blev han stadsdirektör i Närpes år 2007. 
Lindqvist har också varit jordbrukare i Närpes från år 1987.